# 4988 Chushuho
4988 Chushuho је астероид главног астероидног појаса са средњом удаљеношћу од Сунца која износи 2,406 астрономских јединица (АЈ).
Апсолутна магнитуда астероида је 13,9.